# 辮狀河流

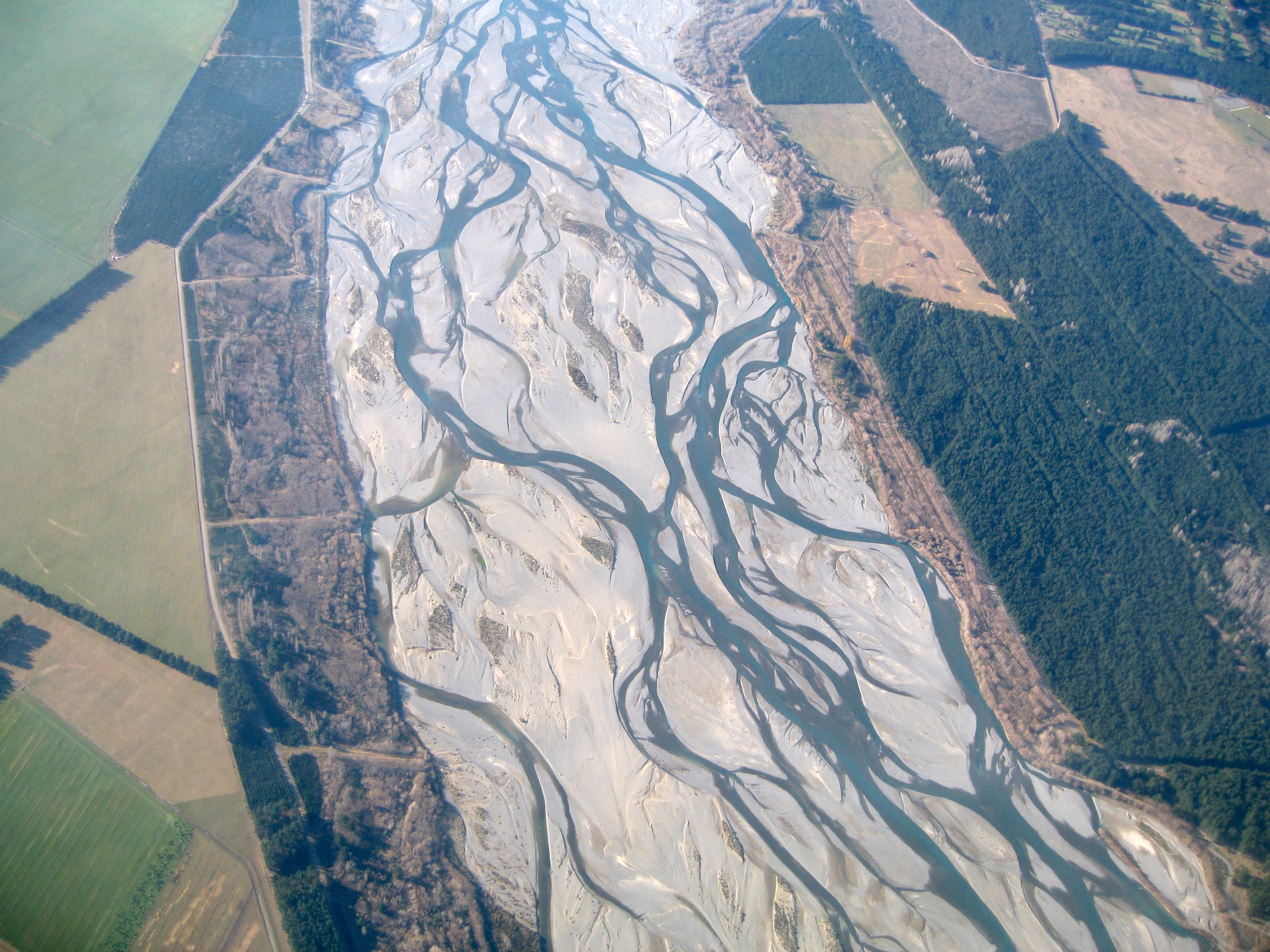
新西兰南岛懷馬卡里里河中的辮狀河流

辮狀河流又稱辮狀河、網狀河、交織河道、河流辫、辫状河道，是指河道网，這些河道網中的河道之间被小型或临时存在的岛屿分隔，这些岛屿被称为辫条。辮狀河流往往出现在泥沙量大或颗粒粗大的河流中，也出现在坡度较陡的河流中。辮狀河流在世界各地的各种自然环境中都能找到，例如沖積扇、三角洲等地。